# Вяземский, Дмитрий Семёнович Лисица
Князь Дмитрий Семёнович Вяземский по прозванию Лисица — голова и воевода во времена правления Ивана IV Васильевича Грозного.
Из княжеского рода Вяземские. Младший сын князя Семёна Андреевича Вяземского. Имел старшего брата князя Романа Семёновича.

## Биография
В декабре 1543 года второй воевода Большого полка в Калуге в связи с крымской угрозою. В 1566 году первый воевода в Белёве и в октябре ходил с войском на помощь Болхову против крымцев, за бой, после которого крымцы отступили, пожалован золотым. В сентябре 1568 года четвёртый голова первой статьи в походе с Государем против польского короля, а после послан вторым воеводою Большого полка в Калугу.
По родословной росписи показан бездетным.